# Mad (village)
Pour les articles homonymes, voir MAD.
Mad est un village de Slovaquie situé dans la région de Trnava.

## Histoire
Première mention écrite du village en 1254.

## Démographie

### Évolution de la population
| Année:               | 1994. | 2004.   | 2014.   | 2024.   |
| -------------------- | ----- | ------- | ------- | ------- |
| Nombre de personnes: | 476   | 498     | 541     | 576     |
| Différence:          |       | +4,62 % | +8,63 % | +6,46 % |

| Année:               | 2023. | 2024.   |
| -------------------- | ----- | ------- |
| Nombre de personnes: | 574   | 576     |
| Différence:          |       | +0,34 % |